# Кредитпромбанк
ПАТ «Кредитпромбанк» — універсальний комерційний банк, який працював на фінансовому ринку України з 1997 року до листопада 2013 року, коли він об'єднався з Дельта Банком.
ПАТ «Кредитпромбанк» за класифікацією НБУ входив до І групи — «найбільших» банків України. Акціонери Кредитпромбанку, серед яких провідні західноєвропейські організації, постійно інвестували у бізнес.
Обслуговував близько 400 тисяч фізичних і більш ніж 10 тисяч юридичних осіб. Національна мережа точок продажу станом на 1 лютого 2011 року включала 12 філій, Київський регіональний департамент та 172 відділення.
Система управління процесами відповідала вимогам стандарту ISO 9001:2000. Кредитпромбанк був першим банком в Україні, що отримав міжнародний сертифікат якості.
За (Pi)-рейтингом надійності банків агенції «Експерт-Рейтинг» банк мав оцінку A+ за результатами 2010 року (12 позиція із 87).

## Історія
До жовтня 1999 року банк мав назву «Інкомбанк Україна». Після придбання банку акціонерами групи «Енерго» його перейменували на «Кредитпромбанк». Тоді заступником голови правління банку став Денис Горбуненко, який згодом очолив «Родовід Банк». Згодом акціонери Кредитпромбанку продали свою частку іноземним інвесторам. У 2013 році банк купив Микола Лагун і почав процес приєднання до свого Дельта Банку, який завершився в листопаді 2013.
У березні 2015 р. Правління НБУ ухвалило рішення про віднесення ПАТ «Кредитпромбанк» до категорії неплатоспроможних.

## Членство в асоціаціях та платіжних системах
- Фонд гарантування вкладів фізичних осіб
- Українська міжбанківська валютна біржа
- Український кредитно-банківський союз
- Міжрегіональний фондовий союз (МФС)
- Професійна асоціація реєстраторів і депозитаріїв (ПАРД)
- S.W.I.F.T.
- VISA
- MasterCard
- American Express
- Western Union
- PrivatMoney

## Структура власності
Структура власності Банку до поглинання була такою:
- 23.5% - Homertron Trading Limited
- 28.72% - Fintest Holding Limited
- 47.78% - Kalouma Holdings Limited